# Deal Island (Tasmania)
Deal Island è la maggiore delle isole del Kent Group nello stretto di Bass, in Tasmania (Australia). È un'isola di granito e fa parte del Kent Group National Park; si trova inoltre all'estremità meridionale della Beagle Commonwealth Marine Reserve (di 292.800 ettari), che comprende la riserva marina del Kent Group, del Hogan Group e Curtis Island.

## Geografia
Deal Island è situata a sud-est del promontorio Wilsons, il punto più meridionale dell'Australia, tra quest'ultimo e Flinders Island. Si trova a sud-est di Rodondo Island e del Hogan Group. L'isola ha una superficie di 15,76 km². A nord-ovest di Deal, separate dal Murray Pass, si trovano altre due isole del gruppo: Erith Island e Dover Island. Nella parte meridionale di Deal c'è un faro alto 22 m costruito nel 1848 e disattivato nel 1992; il faro è posto alla maggiore elevazione dell'emisfero australe (305 m).

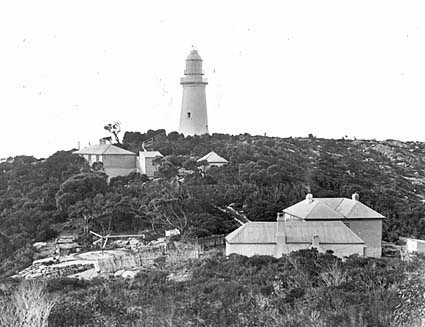
Il faro di Deal Island

Le isole dei gruppi Kent, Hogan e Furneaux facevano parte di un ponte terrestre che collegava la Tasmania all'Australia continentale fino alla fine del Pleistocene.

## Fauna
Tra le specie di uccelli marini e trampolieri che si riproducono sull'isola c'è  il pinguino minore blu,  il gabbiano del Pacifico e la beccaccia di mare fuligginosa. Tra i mammiferi: il wallaby dal collo rosso, il tricosuro volpino, il bandicoot bruno meridionale, le otarie orsine e l'introdotto coniglio selvatico europeo. Tra i rettili: il Niveoscincus metallicus, il Lerista bougainvillii, l'Egernia whitii e la Drysdalia coronoides.